# Косолаповське сільське поселення
Косола́повське сільське поселення (рос. Косолаповское сельское поселение) — муніципальне утворення у складі Марі-Турецького району Марій Ел, Росія. Адміністративний центр — село Косолапово.

## Історія
Станом на 2002 рік існували Косолаповська сільська рада (село Косолапово, присілки Азянково, Арип-Мурза, Кукарськ, Пісьменер, Шуварово) та Малинкинська сільська рада (присілки Акпатирево, Велика Вочерма, Великий Руял, Великі Коршуни, Вошма, Козлоял-Сюба, Мала Мунамар, Малинкино, Нижній Руял, Орсюба, Пумар, Сабактур, Сисоєво, Середній Руял, Чуриково).

## Населення
Населення — 2627 осіб (2019, 3124 у 2010, 3350 у 2002).

## Склад
До складу поселення входять такі населені пункти:
| Населений пункт          | Населення, осіб (2002) | Населення, осіб (2010) |
| ------------------------ | ---------------------- | ---------------------- |
| Азянково, присілок       | 139                    | 132                    |
| Акпатирево, присілок     | 68                     | 76                     |
| Арип-Мурза, присілок     | 126                    | 117                    |
| Велика Вочерма, присілок | 107                    | 89                     |
| Великий Руял, присілок   | 76                     | 54                     |
| Великі Коршуни, присілок | 1                      | 0                      |
| Вошма, присілок          | 71                     | 61                     |
| Козлоял-Сюба, присілок   | 12                     | 5                      |
| Косолапово, село         | 1562                   | 1560                   |
| Кукарськ, присілок       | 34                     | 7                      |
| Мала Мунамар, присілок   | 139                    | 120                    |
| Малинкино, присілок      | 34                     | 28                     |
| Нижній Руял, присілок    | 60                     | 47                     |
| Орсюба, присілок         | 81                     | 64                     |
| Пісьменер, присілок      | 71                     | 58                     |
| Пумар, присілок          | 34                     | 17                     |
| Сабактур, присілок       | 66                     | 59                     |
| Середній Руял, присілок  | 38                     | 36                     |
| Сисоєво, присілок        | 523                    | 523                    |
| Чуриково, присілок       | 58                     | 55                     |
| Шуварово, присілок       | 50                     | 16                     |